# Statens fastighetsverk
Statens fastighetsverk, kurz SFV, (dt. Staatliche Liegenschaftsbehörde) ist eine schwedische Behörde mit der Aufgabe,  staatliche Immobilien und Liegenschaften zu verwalten. Sie ist dem schwedischen Finanzministerium (schwedisch finansdepartementet) unterstellt.

## Geschichte
Die Vorgeschichte des SFV geht zurück bis ins 16. Jahrhundert, als das schwedische Königshaus seinen Besitz von Gebäuden und Grundstücken mehrte. Das war teils Folge der Reformation und teils der Politik Gustav Wasas, die schwedische Zentralmacht zu stärken. Noch heute verwaltet SFV beispielsweise Vadstena Kloster und das einst von der Krone enteignete Biskops-Arnö.

## Die Behörde heute
Die heutige Behörde entstand 1993 und hat die Aufgabe, die Verantwortung für den staatlichen Immobilienbestand mit besonderem kulturgeschichtlichem Interesse zu übernehmen. Die Hauptverwaltung liegt in Stockholm mit mehreren Filialen an verschiedenen Orten im Land. SFV verwaltet über 2.300 Liegenschaften mit über 3.000 Gebäuden, darunter eine große Anzahl von Schlössern, Museen, Theatern, historischen Verteidigungsanlagen, Regierungsbauten, Botschaften, Parks und Wälder. In den Aufgabenbereich von SFV fallen Schutz und Pflege von circa 6,5 Millionen Hektar staatlichem Grund und Boden, das entspricht dem Siebtel der Fläche Schwedens. Als Beispiele für unterschiedliche Verwaltungsobjekte können genannt werden: Linnés Hammarby, der Marinehafen Karlskrona, die Zitadelle Landskrona, das Schloss Drottningholm und der Hagapark.